# Rugosodon
Rugosodon (il cui nome significa "dente rugoso") è un genere estinto mammifero multitubercolato vissuto nel Giurassico superiore, circa 160 milioni di anni fa (Oxfordiano), in quella che oggi è la Formazione Tiaojishan, nella Cina orientale. Il genere contiene una singola specie, R. eurasiaticus, la cui scoperta è stata riportata nel numero di Science del 16 agosto 2013. L'animale rappresenta, inoltre, la più antica specie finora descritta della famiglia dei multitubercolati, la discendenza di maggior successo e di lunga durata di tutti i mammiferi.

## Descrizione
Il Rugosodon è rappresentato da uno scheletro fossile quasi completo, incluso un teschio, che presenta una forte somiglianza con quello dei ratti e degli scoiattoli. Si stima che l'animale pesasse tra i 65 e gli 80 grammi, circa lo stesso peso di uno scoiattolo medio. Il nome generico Rugosodon (che in latino significa "dente rugoso") si riferisce alla rugosità dei denti dalla forma particolare. I denti indicano che l'animale era un onnivoro, ben adattato a rosicchiare sia piante che animali, compresi frutti e semi, vermi, insetti e piccoli vertebrati. Le articolazioni della caviglia erano molto mobili alla rotazione, una caratteristica dei mammiferi che vivono sugli alberi. Ciò significa che la caviglia è notevolmente flessibile, permettendo al piede di estendersi verso il basso, e di ruotare attraverso un'ampia gamma di movimenti. Questa caratteristica, insieme a dita molto mobili, è un tratto distintivo dei multitubercolati e non è stata osservata in altri lignaggi di mammiferi dell'epoca. Il Rugosodon aveva anche una colonna vertebrale molto flessibile, che gli avrebbe permesso di ruotare sia a sinistra che a destra, e dalla parte anteriore a quella posteriore.

## Scoperta e importanza tassonomica
Nel 2009, un cacciatore di fossili locale portò alla luce un insolito fossile dalla Formazione Tiaojishan, nella provincia cinese di Liaoning, risalente a 160 milioni di anni fa. Egli consegnò il fossile all'Accademia Cinese delle Scienze Geologiche, dove fu infine identificato come uno scheletro quasi completo e venne descritto e nominato con il nome di Rugosodon eurasiaticus. Il fossile fu scoperto su quella che un tempo era la riva di un antico lago. Il fossile era conservato in due lastre di scisto e misurava circa 17 centimetri (6,5 pollici) di lunghezza dalla testa all'inizio della coda. Il sito della scoperta è costituito da sedimenti lacustri con strati vulcanici incorporati, che hanno restituito anche i fossili dell'anchiornithide Anchiornis e dello pterosauro Darwinopterus. Le caratteristiche dentali di Rugosodon sono più somiglianti a quelle dei multitubercolati del Giurassico superiore europeo, il che suggerisce che l'Europa e l'Asia avevano estesi interscambi faunistici di mammiferi (da cui il nome specifico, eurasiaticus) durante il Giurassico.
Prima della scoperta del Rugosodon, gli scienziati sapevano che i multitubercolati vissuti 66 milioni di anni fa avevano caviglie altamente flessibili. Tuttavia, le specie più antiche erano per lo più conosciute da frammenti ossei e non era provato che il tratto fosse ancestrale. Inoltre, non era noto quale tipo di dieta fosse primitiva nel lignaggio. La presenza delle caratteristiche caviglie flessibili in Rugosodon dimostra che il tratto è ancestrale e prova che ciò fu un fattore importante nel successo evolutivo del lignaggio. La dieta dell'animale fornisce un ponte tra i primissimi mammiferi, che erano per la maggior parte insettivori e in seguito multitubercolati, che erano per lo più erbivori. Le caratteristiche di Rugosodon suggeriscono anche che l'animale aveva iniziato un comportamento arboricolo indipendentemente dagli altri mammiferi.